# سجادية (دير)
سجادية (بالفارسية: سجادیه) هي قرية تقع في قسم بردخون الريفي (مقاطعة دير) في إيران. يقدر عدد سكانها بـ 398 نسمة بحسب إحصاء 2016.